# Lucimar Teodoro
Lucimar Teodoro, född 1 maj 1981, är en friidrottare från Brasilien. Hon deltog vid olympiska sommarspelen 2004 och olympiska sommarspelen 2008.